# Emma Green
Emma Anna-Maria Green, ursprungligen Gren, under en period Green Tregaro, född 8 december 1984 i Bergsjöns församling i Göteborg, är en svensk före detta friidrottare inom höjdhopp. Hon har vunnit sammanlagt fyra medaljer vid VM eller EM, det tidigaste 2005. Hon tävlar sedan 2002 för Örgryte IS. Under våren 2016 berättade Emma att EM i Belgrad 2017 är hennes sista tävling.

## Biografi

### Klubbhistorik
Greens första klubb var IF Rigor, varifrån hon gick till Ullevi FK och sedan vidare till Örgryte IS.

### 2005–2007
År 2005 deltog Green vid EM inomhus i Madrid där hon gick vidare till final och kom på en åttondeplats med 1,89. . I juli 2005 deltog hon vid U23-EM i Erfurt, Tyskland och tog där silvermedalj med 1,92. Hon blev bronsmedaljör i VM utomhus, där hon i augusti slog sitt tidigare personliga rekord när hon klarade 1,96. Vid svenska mästerskapen samma år tog hon guldmedalj i såväl höjdhopp (resultat 1,97 m) som längdhopp (6,41 m). Höjdhoppsresultatet innebar att hon dessutom satte nytt personligt rekord.
I februari 2006 blev hon silvermedaljör i tresteg i inomhus-SM i Sätra med längden 13,69 meter samt tog guldmedaljen i höjdhopp (1,94 m). Vid inomhus-VM i mars i Moskva, Ryssland, blev Green utslagen i kvalet efter att ha klarat 1,90. Hon deltog även vid EM 2006 i Göteborg där hon kom elva i finalen på 1,92.
Vid EM inomhus 2007 i Birmingham slogs Green ut i kvalet efter att ha tagit 1,89 m. Vid VM 2007 i Osaka, Japan delade hon en sjundeplats med bland andra Kajsa Bergqvist på 1,94. I september deltog Green vid World Athletics Final i Stuttgart men kom på åttonde och sista plats med 1,85.

### 2008–2011
Vid inomhus-VM 2008 i Valencia, Spanien, slogs Green ut i kvalet på 1,86. Hon deltog senare på året i OS i Peking. Där blev hon först nia på höjden 1,96 i finalen men efter att trean Anna Tjitjerova, fyran Jelena Slesarenko och femman Vita Palamar blev diskvalificerade i efterhand år 2016 förbättrades hennes position till en sjätteplats.
Hon placerade sig på delad sjunde plats vid världsmästerskapet i Berlin 2009 med 1,96.
Vid inomhus-VM 2010 i Doha, Qatar, kom Emma Green på en femteplats med 1,94. Hon tog silvermedalj vid EM 2010 på personliga rekordhöjden 2,01. I början på september deltog Green i 2010 års upplaga av Kontinentalcupen som hölls i Split där hon kom tvåa på 1,95 efter kroatiskan Blanka Vlasic.
År 2011 deltog hon vid VM i Daegu, Sydkorea, och kom där på en elfte plats med 1,89 m.

### 2012–2016
Vid 2012 års inomhus-VM i Istanbul blev Green utslagen i höjdhoppskvalet med 1,92. Vid EM i Helsingfors tog Emma Green en delad bronsmedalj med 1,92. Vid OS i London senare på året blev hon åtta efter att ha tagit 1,93.
År 2013 var Green med vid inomhus-EM i Göteborg och tog där hem bronsmedaljen på 1,96, samma höjd som för silvermedaljören Ebba Jungmark. Vid VM i Moskva 2013 rev Green ut sig på höjden 2,00 och slutade därmed på femte plats i höjdhoppsfinalen. Höjden 1,97 innebar Greens årsbästa; femteplatsen var hennes näst bästa världsmästerskap hittills. Under detta VM målade Emma Green sina naglar i regnbågens färger för att visa sitt stöd för HBTQ-rörelsen. Under och i samband med Stockholm Pride detta år uppmanades svenska idrottare att protestera mot HBTQ-personers inskränkta rättigheter i Ryssland.
Vid EM i Zürich i mitten av augusti 2014 kom Green på en delad niondeplats med 1,90.
Green misslyckades med att ta sig till OS i Rio 2016 då hon trots försök in i det sista inför OS inte klarade kvalhöjden 1,93 utan stannade på 1,90 på grund av en skadad hälsena.

## Familj
Green gifte sig 12 mars 2011 med Yannick Tregaro, tränare i friidrott, men skildes 2014. Hon är dotter till Lennart Green och Maria Lennerthson, båda tidigare friidrottare och aktiva inom Utby IK. Green är sedan 2015 sambo med basketspelaren Emil Salon (född 1985). Paret har en dotter, född 2018 och en son, född 2020.

## Meriter
- Brons vid Junior-EM 2003
- Silver vid U23-EM 2005[7]
- VM-brons 2005[3]
- EM-silver 2010[4]
- EM-brons 2012[5]
- EM-brons inomhus 2013[6]
- SM i friidrott utomhus, guld i höjdhopp 2005, 2007, 2008, 2009, 2010, 2011, 2013, 2014 och längdhopp 2005
- SM i friidrott inomhus, guld i höjdhopp 2004, 2005, 2006, 2007, 2008, 2010, 2013 och 2014 samt i trestegshopp 2006
- SM-guld inomhus 2001, 2004 och 2005
- Hon belönades 2006 med Stora grabbars och tjejers märke nummer 488.[68][69]

## Resultatutveckling
| Årsbästa i höjdhopp | Årsbästa i höjdhopp | Årsbästa i höjdhopp |
| År                  | Ute                 | Inne                |
| ------------------- | ------------------- | ------------------- |
| 1998                | 1,66 m              | 1,66 m              |
| 1999                | 1,71 m              |                     |
| 2000                | 1,73 m              | 1,75 m              |
| 2001                | 1,82 m              |                     |
| 2002                | 1,82 m              | 1,80 m              |
| 2003                | 1,86 m              | 1,85 m              |
| 2004                | 1,90 m              | 1,88 m              |
| 2005                | 1,97 m              | 1,92 m              |
| 2006                | 1,92 m              | 1,96 m              |
| 2007                | 1,95 m              | 1,94 m              |
| 2008                | 1,96 m              | 1,98 m              |
| 2009                | 1,96 m              |                     |
| 2010                | 2,01 m              | 1,95 m              |
| 2011                | 1,95 m              | 1,88 m              |
| 2012                | 1,93 m              | 1,95 m              |
| 2013                | 1,97 m              | 1,96 m              |
| 2014                | 1,93 m              | 1,97 m              |

## Personliga rekord
| Utomhus - 100 meter – 11,58 (Doha, Qatar 12 maj 2006) - 200 meter – 23,02 (Málaga, Spanien 29 juni 2006) - 400 meter – 54,95 (Malmö 22 augusti 2006) - Höjdhopp – 2,01 (Barcelona, Spanien 1 augusti 2010) - Längdhopp – 6,41 (Helsingborg 21 augusti 2005) - Tresteg – 13,39 (Vasa, Finland 23 juni 2007) | Inomhus - 60 meter – 7,42 (Göteborg 18 februari 2006) - Höjdhopp – 1,98 (Malmö 23 februari 2008) - Tresteg – 13,69 (Sätra 26 februari 2006) |